# Kontrolldefinition

Exempel på en kontrolldefinition

Exempel på en kontrolldefinition

Kontrolldefinition (även kallat kontrollbeskrivning) används inom orientering som extra hjälp för att kunna hitta kontrollerna. Kontrolldefinitionen ska ge en bättre bild av var kontrollen ska sitta, till exempel genom att visa om den är ovanför eller nedanför en brant eller vilken sida av ett kontrollföremål kontrollen sitter på. Det står också vilken kodsiffra en kontroll har.

## Beskrivning
Beskrivning av en kontrollbeskrivning, se även bilder med riktiga kontrollbeskrivningar till höger. Observera att det kan finnas fler eller färre kontroller.
| Namnet på tävlingen                  | Namnet på tävlingen | Namnet på tävlingen | Namnet på tävlingen         | Namnet på tävlingen | Namnet på tävlingen | Namnet på tävlingen   | Namnet på tävlingen          |
| ------------------------------------ | ------------------- | ------------------- | --------------------------- | ------------------- | ------------------- | --------------------- | ---------------------------- |
| Klass                                | Klass               | Klass               | Längd på banan              | Längd på banan      | Längd på banan      | (Tom)                 | (Tom)                        |
| Startsymbol                          | (tom)               | (tom)               | Beskrivning av startpunkten | Extra beskrivning   | (tom)               | Kontrollens placering | (tom)                        |
| Kontroll 1                           | Kodsiffra           | Placering (pil)     | Beskrivning av kontroll 1   | Extra beskrivning   | (tom)               | Kontrollens placering | Övrigt (tex. vätskekontroll) |
| Kontroll 2                           | Kodsiffra           | Placering (pil)     | Beskrivning av kontroll 2   | Extra beskrivning   | (tom)               | Kontrollens placering | Övrigt (tex. västkekontroll) |
| Kontroll 3                           | Kodsiffra           | Placering (pil)     | Beskrivning av kontroll 3   | Extra beskrivning   | (tom)               | Kontrollens placering | Övrigt (tex. västkekontroll) |
| Kontroll 4                           | Kodsiffra           | Placering (pil)     | Beskrivning av kontroll 4   | Extra beskrivning   | (tom)               | Kontrollens placering | Övrigt (tex. västkekontroll) |
| Kontroll 5                           | Kodsiffra           | Placering (pil)     | Beskrivning av kontroll 5   | Extra beskrivning   | (tom)               | Kontrollens placering | Övrigt (tex. västkekontroll) |
| Längd från sista kontrollen till mål |                     |                     |                             |                     |                     |                       |                              |